# Thorsten Sellhorn
Thorsten Sellhorn (* 1973) ist ein deutscher Ökonom und Professor für Betriebswirtschaftslehre (BWL). Er ist seit 2014 Lehrstuhlinhaber am Institut für Rechnungswesen und Wirtschaftsprüfung an der Fakultät für Betriebswirtschaft der Ludwig-Maximilians-Universität München.

## Leben
Thorsten Sellhorn machte 1992 sein Abitur am Gymnasium Wanne in Herne.
Anschließend studierte er von 1993 bis 1997 Volkswirtschaftslehre (VWL) und Betriebswirtschaftslehre an der Ruhr-Universität Bochum. Der Titel seiner 1998 veröffentlichten Diplomarbeit lautete "Steuersatz und Verfassungsrecht. Rechtliche Vorgaben für ein politisches Instrument".
Thorsten Sellhorn absolvierte daraufhin von 1997 bis 1998 ein Auslandsstudium und erlangte 1998 den akademischen Grad Master of Business Administration (MBA) an der University of Wisconsin–Madison in den Vereinigten Staaten (Klasse von Dezember 1998).
Er promovierte 2004 mit summa cum laude bei Bernhard Pellens an der Ruhr-Universität Bochum. Seine 2004 veröffentlichte Dissertation trug den Titel Goodwill impairment. An empirical investigation of write-offs under SFAS 142. Mit deutscher Zusammenfassung.
Thorsten Sellhorn habilitierte sich 2008 mit dem Thema "Internationalisierung der Rechnungslegung" an der Ruhr-Universität Bochum.
In den Jahren 2007 und 2012 war er Visiting Scholar an der Harvard Business School in Boston, Massachusetts, und der University of Arizona, beide in den USA gelegen.
Thorsten Sellhorn fungierte von 2008 bis 2014 als ordentlicher Professor an der WHU – Otto Beisheim School of Management in Vallendar.
Er ist seit 2014 Inhaber des Lehrstuhls am "Institut für Rechnungswesen und Wirtschaftsprüfung" an der Fakultät für Betriebswirtschaft der Ludwig-Maximilians-Universität München.

## Forschungsschwerpunkte
Thorsten Sellhorns Forschungsschwerpunkte sind International Financial Reporting Standards (IFRS), Bestandteile des externen Rechnungswesens (inklusive "Qualität", Vorsichtsprinzip und Ertragsmanagement), empirische Rechnungslegungsforschung, Zeitwertbilanzierung, Publizität sowie Fundamentalanalyse.

## Auszeichnungen (Auswahl)
Thorsten Sellhorn erhielt unter anderem folgende Auszeichnungen:
- 1995 bis 1997: Stipendium von der Studienstiftung des deutschen Volkes
- 1997 bis 1998: Fulbright-Stipendium
- 2004:	Ernst Zander Preis vom Institut für Unternehmensführung und der Alwin Reemtsma Stiftung (Dissertationspreis)
- 2005: Dissertationspreis vom Deutschen Aktieninstitut (DAI)
- 2007:	Forschungsstipendium der Deutschen Forschungsgemeinschaft (DFG)
- 2010:	"Best Teacher Award", Full-time MBA Klasse von 2010, WHU
- 2011:	"Best Teacher Award", Full-time MBA Klasse von 2011, WHU
- 2014:	"Best Teacher Award", Bachelor of Science Klasse von 2011, WHU.

## Schriften (Auswahl)
- Steuersatz und Verfassungsrecht. Rechtliche Vorgaben für ein politisches Instrument. Deutscher Universitäts-Verlag, Wiesbaden 1998, ISBN 3-8244-0405-2 (Zugleich: Universität Bochum, Diplomarbeit, 1998).
- Goodwill impairment. An empirical investigation of write-offs under SFAS 142. Mit deutscher Zusammenfassung. Lang, Frankfurt am Main / Berlin / Bern / Brüssel / New York / Oxford / Wien 2004, ISBN 3-631-52707-1 (Zugleich: Universität Bochum, Dissertation, 2004).
- Thorsten Sellhorn / Christian Barthelme: Pensionsverpflichtungen in der Rechnungslegung. Abbildung der betrieblichen Altersvorsorge nach IFRS, HGB und US-GAAP. 2., revidierte Auflage. Hans-Böckler-Stiftung, Düsseldorf 2014, ISBN 978-3-86593-188-7.
- Bernhard Pellens / Rolf Uwe Fülbier / Joachim Gassen / Thorsten Sellhorn: Internationale Rechnungslegung. IFRS 1 bis 13, IAS 1 bis 41, IFRIC-Interpretationen, Standardentwürfe. Mit Beispielen, Aufgaben und Fallstudie. 9., überarbeitete Auflage. Schäffer-Poeschel, Stuttgart 2014, ISBN 978-3-7910-3358-7.